# Grombühl
Grombühl (von Crombuhel oder Krombühl, „Krahnbühl“, ‚Krähenhügel‘, entstanden aus cran, ‚Krähen‘, von althochdeutsch chrā; und von Bühl, von althochdeutsch buhil, ‚Hügel‘) ist ein Stadtbezirk im Nordosten der Stadt Würzburg. In der offiziellen Gliederung Würzburgs ist Grombühl der vierte von 13 Stadtbezirken und gleichzeitig der achte von 25 Stadtteilen der Stadt.

## Ortsgliederung
Dort befindet sich seit 1921 das Universitätsklinikum der Julius-Maximilians-Universität Würzburg. Eine der modernsten Kliniken Deutschlands ist die neu eröffnete Kinder- und Jugendpsychiatrie mit der geschützten Station. Sie wird vom Bezirk Unterfranken unterhalten. Grombühl ist auch Standort zahlreicher Kinder- und Jugendhilfeeinrichtungen, wie zum Beispiel seit 1891 das 1853 gegründete und aus einem Vinzentiusverein hervorgegangene Katholische Schülertagesheim Vinzentinum, die Wickenmayer’sche Katholische Kinderpflege und die Evangelische Kinder- und Jugendhilfe.
Der Stadtbezirk setzt sich östlich des Siedlungs- und Klinikgebietes fort und umfasst dort das Gewerbegebiet Nürnberger Straße.

## Geschichte
Das im Nordosten der Altstadt am Hang des Lindleinsberges gelegene Grombühl wurde 1296 als cranbuhel urkundlich erwähnt. Auf diesem Krähenhügel („Grombuhel“) wurden Krähen durch die Leichen von dort an Galgen Hingerichteten angelockt. 1812 wurde die bis 1860 bestehende Ausflugsgartenwirtschaft Smolensk auf dem Gelände einer von 1775 bis 1809 dort befindlichen Porzellanfabrik eröffnet. Als Würzburger Stadtviertel entstand Grombühl ab 1864 mit dem Bau des Hauptbahnhofes und den dafür benötigten Bahnarbeiter und Eisenbahnbeamten. 1870 hatte Grombühl erst 20 Wohnhäuser und 1879, dem Jahr des durch eine Gleisüberbrückung erfolgten verkehrsmäßigen Anschlusses, etwa 1000 Einwohner.
Grombühl hat heute etwa 9700 Einwohner (Um 1900, als Grombühl sich ab etwa 1870 zu einem aus den Baracken für die Eisenbahnarbeiter entstandenen Arbeiterviertel mit etwa 200 Wohnblöcken mit je drei bis vier Etagen entwickelt hatte, zählten noch etwa 12450 Einwohner in zirka 2500 Haushalten dazu). Es ist allgemein ein relativ junges Stadtviertel mit sehr vielen jungen Familien und Studenten. 1871 entstand in Grombühl die Wickenmayerstiftung für Kinderpflege. In Grombühl wurde 1892 mit dem Grombühlverein der erste der politisch einflussreichen Würzburger Stadtteilvereine gegründet. Einer der größten Vereine des Stadtteils ist der 1893 gegründete TSV Grombühl, der neben Fußball auch die Sportarten Basketball, Radsport, Schach, Sportschießen, Schwimmen, Tischtennis, Turnen, Volleyball, Darts und Walking betreibt.
1894 wurde die Josefschule eröffnet und von 1900 bis 1905 entstand nach Plänen des Architekten Joseph Schmitz die neugotische, 1904 geweihte Pfarrkirche St. Josef der Bräutigam (kurz die Josefskirche). Im Schuljahr 1902/03 begann dann die Pestalozzischule ihren Schulbetrieb. 1911 wurde in Grombühl ein städtisches Brausebad errichtet. Seit 1909 ist Grombühl bis zum Wagnerplatz und seit 1925 bis zum 1912 bis 1921 errichteten ersten Bauabschnitt des Luitpoldkrankenhauses durch eine von dem Chirurgen Fritz König und dem Augenarzt Josef Schneider (1845–1827) unterstützte Straßenbahnlinie mit der Innenstadt verbunden.  Unter ihrem Direktor Carl Joseph Gauß zog 1934 die Universitäts-Frauenklinik mit der angegliederten Hebammenlehranstalt vom Welzhaus in der Klinikstraße in den Osten Grombühls um.
Zur Verbesserung der Infrastruktur wurde das Stadtteilzentrum Felix-Fechenbach-Haus gebaut. Es beherbergt ein Jugendzentrum, eine Sozialstation, einen Seniorenclub und verschiedene Veranstaltungsräume, in denen zum Beispiel Ausstellungen stattfinden.

## Persönlichkeiten
Der ehemalige Fußball-Profi Frank Baumann (* 1975) stammt aus dem Würzburger Stadtteil Grombühl. Er spielte zusammen mit Ralf Scherbaum (* 1973) im TSV Grombühl Fußball. Ebenfalls als Fußballspieler wurde Günter Fürhoff (1947–2016) bekannt. Er lebte zuletzt in Grombühl in einer kleinen Etagenwohnung.
Mit dem Stadtteil verbunden ist ebenso die in Volkach geborene Mundartdichterin Elisabeth Scheuring (1897–1971). Sie lebte lange Zeit in Grombühl und verfasste viele Gedichte, die den Alltag im damaligen Eisenbahner-Stadtteil behandeln. Im Jahr 1977 wurde sie mit einem Denkmal, geschaffen vom Bildhauer Otto Sonnleitner, an der Grombühlstraße geehrt. Vom Pfarrer von St. Josef, Josef Treutlein (* 1951), ging 2002 die Initiative zur Gründung des Fränkischen Marienweges aus.

## Bilder

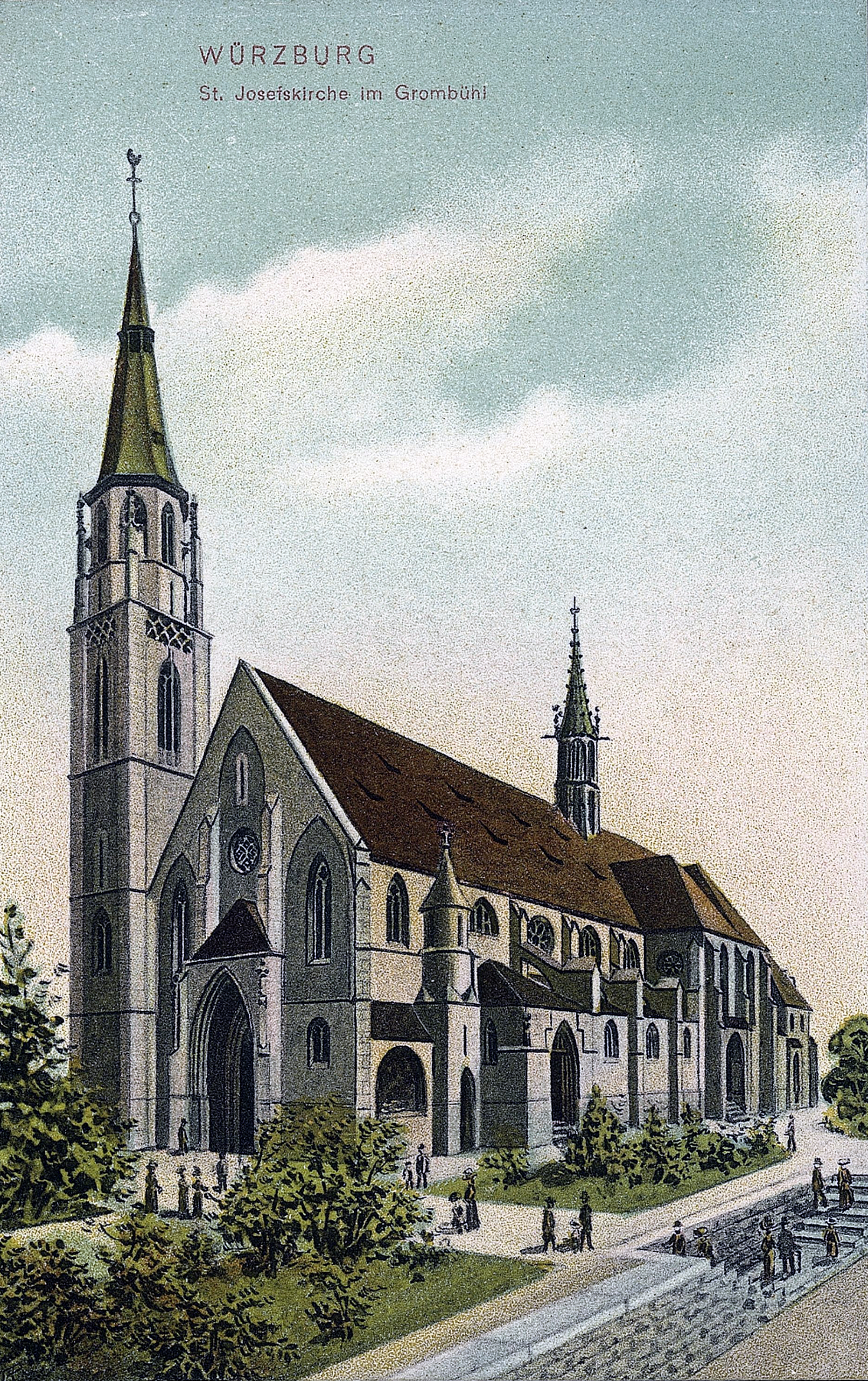
Kirche St. Josef der Bräutigam, Grombühl
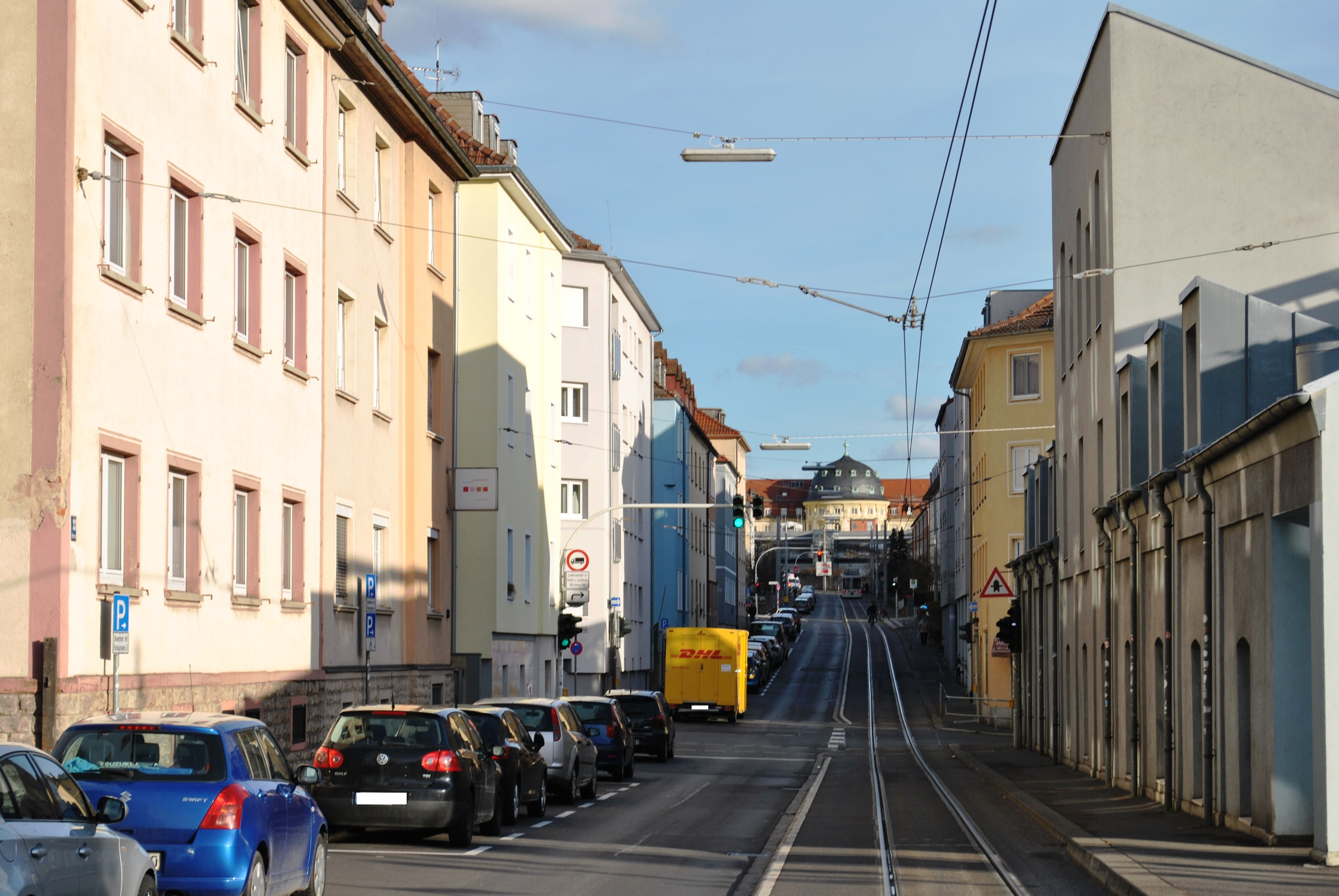
Petrinistraße mit Blick auf die Universitätsklinik
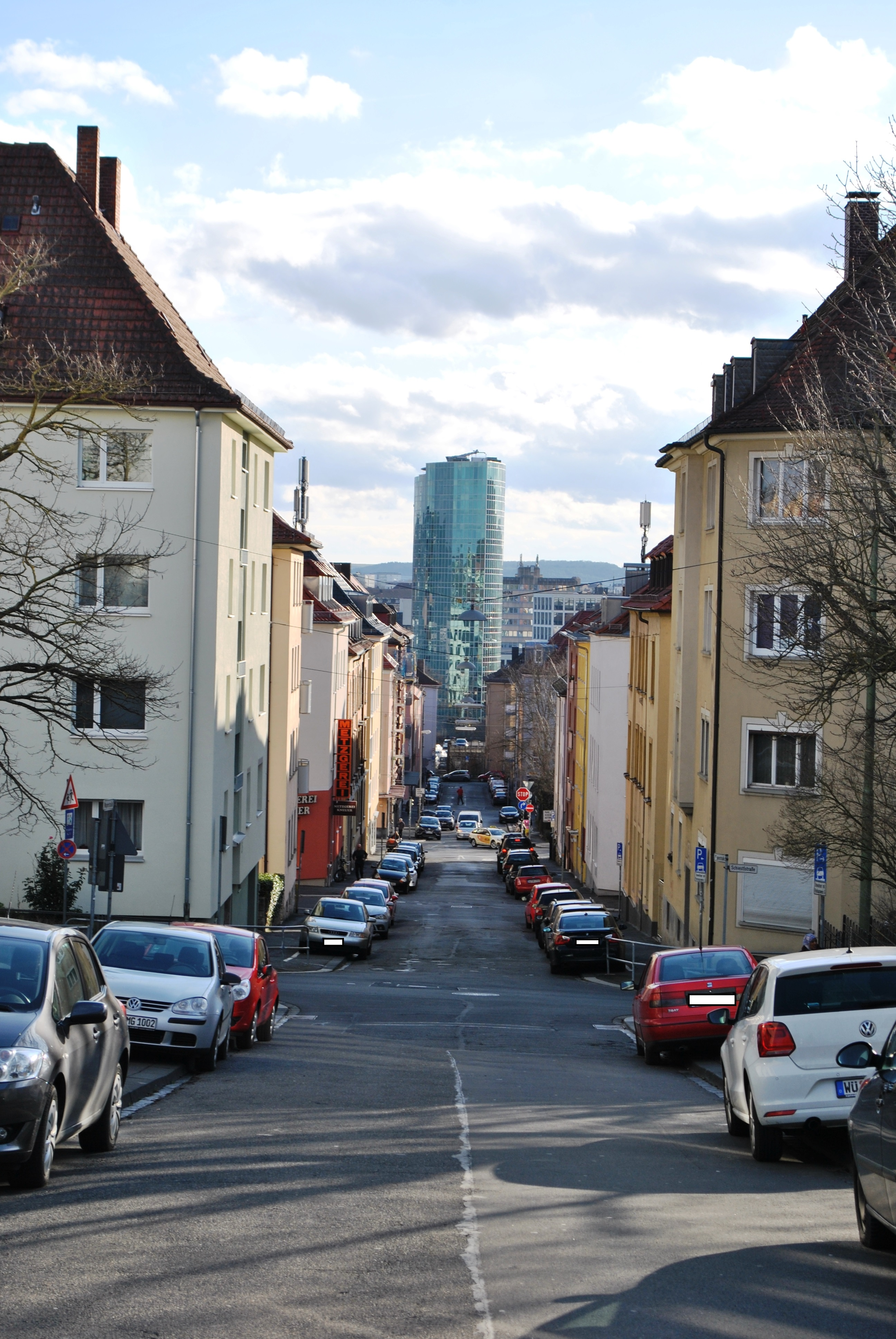
Wagnerstraße mit Blick auf die Schweinfurter Straße
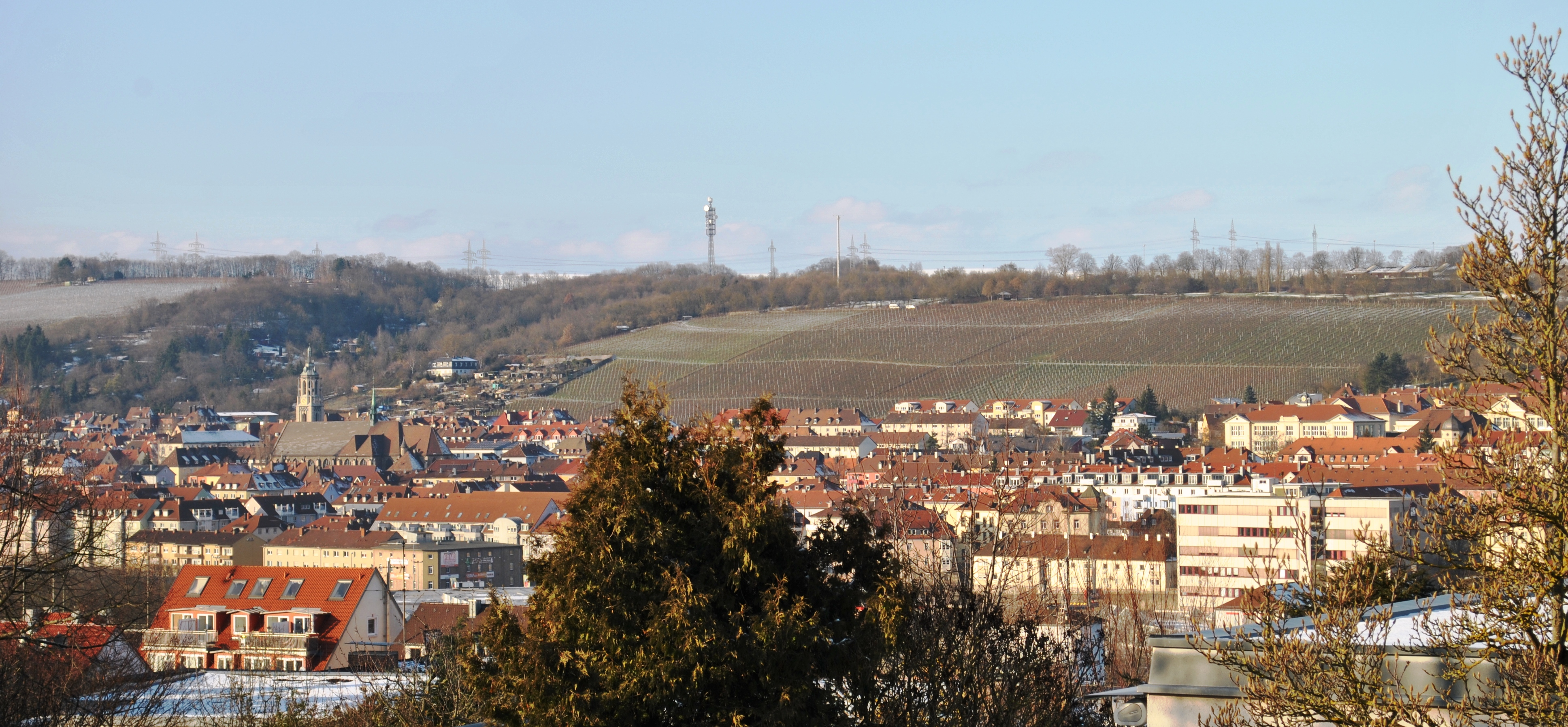
Grombühl vom Mönchsberg aus
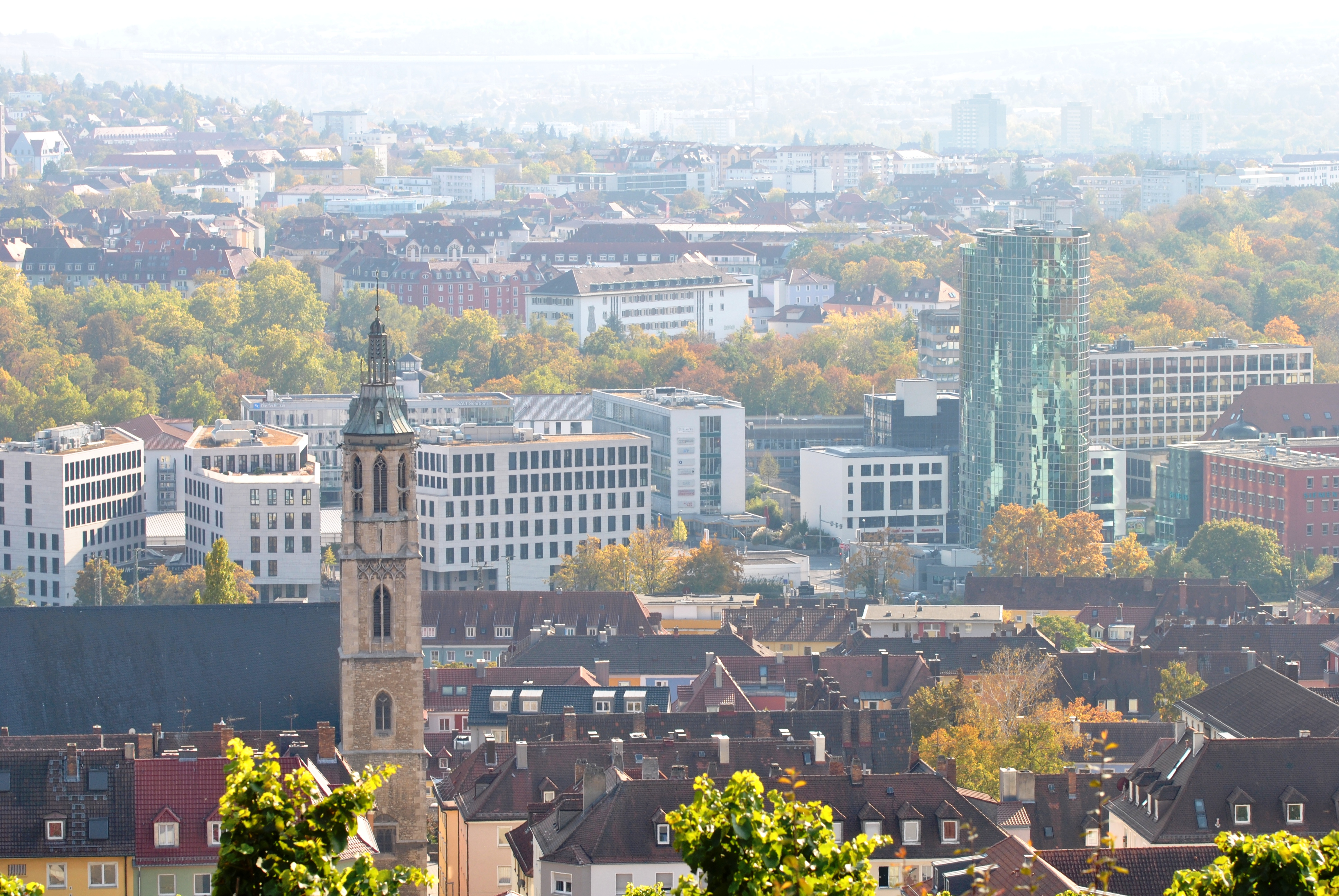
Grombühl vom Lindleinsberg mit Hotelturm Schweinfurter Straße
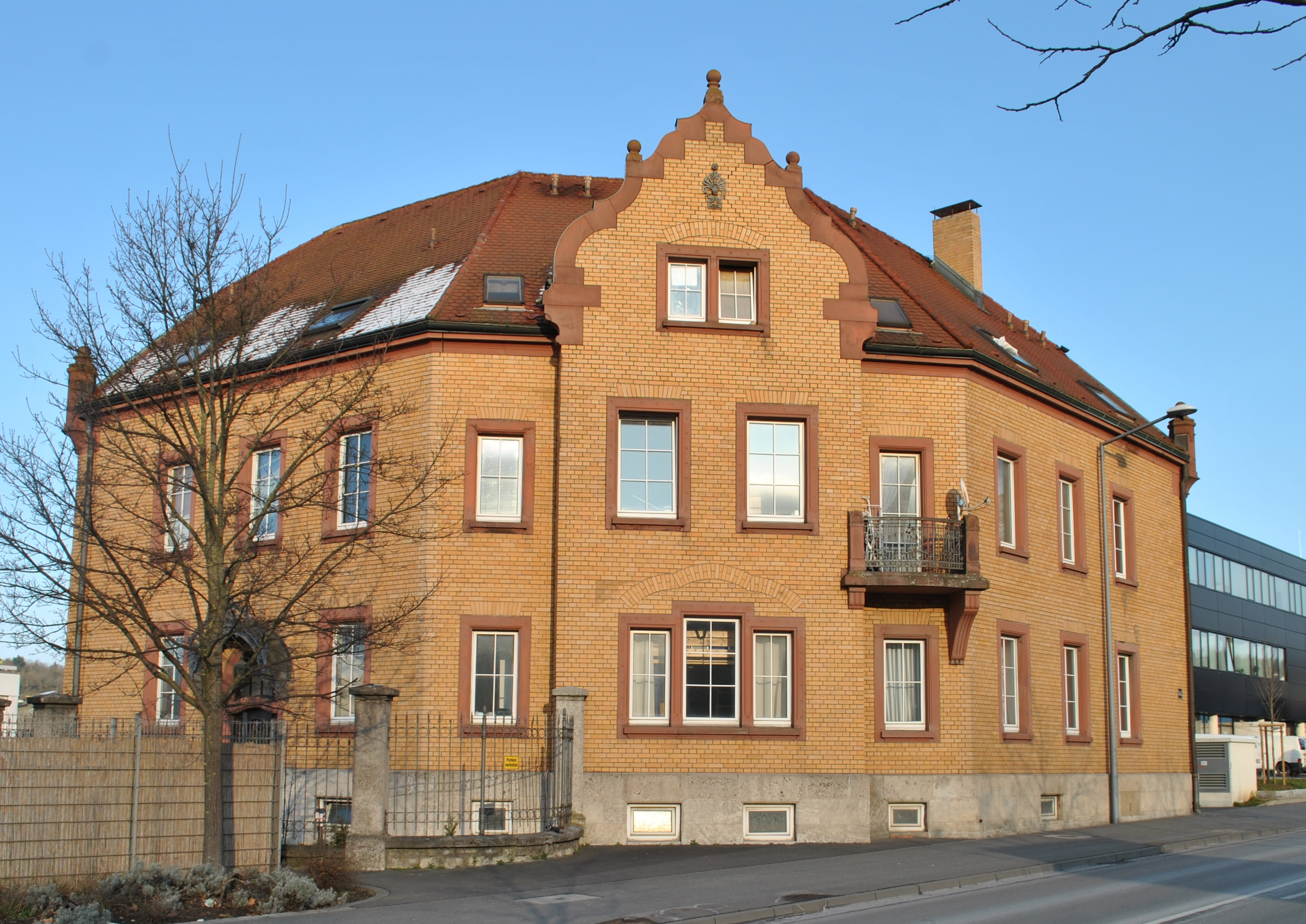
Backsteinhaus in der Nürnberger Straße